# Liphistius trang
Espèce
Liphistius trang est une espèce d'araignées mésothèles de la famille des Liphistiidae.

## Distribution
Cette espèce est endémique de Thaïlande,.

## Description
La femelle holotype mesure 11,0 mm.

## Étymologie
Son nom d'espèce lui a été donné en référence au lieu de sa découverte, Trang.

## Publication originale
- Platnick & Sedgwick, 1984 : A revision of the spider genus Liphistius (Araneae, Mesothelae). American Museum Novitates, no 2781, p. 1-31 (texte intégral).